# Lijst van Nederlandse orgels
Hieronder enige pijporgels in Nederland die vermeldenswaardig zijn omwille van klankkleur, bouwer, dispositie, historie, locatie of architectuur.

## 15de en 16de eeuw
| Bouwjaar          | Plaats                                                          | Orgel               | Bouwer                                                 | Bijzonderheden | Foto |
| ----------------- | --------------------------------------------------------------- | ------------------- | ------------------------------------------------------ | --- | ---- |
| 1479              | Middelburg, Koorkerk (kas); Amsterdam, Rijksmuseum (binnenwerk) | Peter Gerritszorgel | Peter Gerritsz                                         | Oudste orgel van Nederland. Niet bespeelbaar. Gebouwd voor Nicolaïkerk in Utrecht, maar in 1886 naar Rijksmuseum verplaatst. Orgelkas sinds 1952 in Koorkerk in Middelburg. Studiekopie Van Stratenorgel (Reil, 2012) in Orgelpark (Amsterdam) |      |
| 1511              | Alkmaar, Grote of Sint-Laurenskerk                              | Koororgel           | Jan van Covelens                                       | Oudste bespeelbare orgel van Nederland. |      |
| 1531              | Krewerd, Mariakerk                                              | Hoofdorgel          | onbekend                                               | Mogelijk met pijpwerk uit de 15de eeuw |      |
| ca. 1550          | Hattem, Grote of Andreas-kerk                                   | Kleine orgel        | Jan Slegel I                                           | Met pijpwerk van Jan Slegel II & III |      |
| 1521? / 17de eeuw | Oosthuizen, Grote of Sint-Nicolaaskerk                          | Hoofdorgel          | onbekend (mogelijk Peter Gerritsz of Jan van Covelens) | Bij restauratie in 2003 werd het altijd gedachte bouwjaar van 1521 in twijfel getrokken. 17e-eeuwse assemblage door Pieter Backer uit Medemblik. Bevat verschillende onderdelen uit voornamelijk 16e eeuw, mogelijk ook uit een voorganger.    |      |
| ca. 1560 / 1733   | Leiden, Marekerk                                                | Hoofdorgel          | Pieter de Swart / Rudolf Garrels                       | oorspronkelijk gebouwd voor de Pieterskerk, in 1733 overgeplaatst en uitgebreid door Garrels |      |
| 1565 / ca. 1635   | Leiden, Hooglandse Kerk                                         | Hoofdorgel          | Pieter de Swart / Gebroeders Van Hagerbeer             | |      |

## 17de eeuw
| Bouwjaar           | Plaats                                     | Orgel             | Bouwer                                                      | Bijzonderheden | Foto |
| ------------------ | ------------------------------------------ | ----------------- | ----------------------------------------------------------- | --- | ---- |
| 1610-1612          | Hulst, Sint-Willibrordusbasiliek           | Hoofdorgel        | Loys Isoré                                                  | Een van de slechts twee resterende orgels van de Frans-Vlaamse orgelbouwer Loys Isoré. Veel oorspronkelijk pijpwerk uit 1610 (in het Hoofdwerk). Tweede klavier (Positif) en vrij pedaal toegevoegd door fa. Flentrop in 1970-71                                                                 |      |
| 1615 (ca.)         | Wijk bij Duurstede, Grote of Sint-Janskerk | Hoofdorgel        | Albert Kiespenning                                          | |      |
| 1630 / 1655 (ca.)  | Midwolde, Hervormde kerk                   | Hoofdorgel        | Levijn Eekman / Andreas de Mare                             | Oorspronkelijk gebouwd als huisorgel voor de borg Nienoord |      |
| 1638               | 's-Hertogenbosch, Sint-Janskathedraal      | Hoofdorgel        | Floris Hocque II, Hans Goltfuss en Germer von Hagerbeer     | |      |
| 1639               | Zutphen, Walburgiskerk                     | Hoofdorgel        | Henrick Bader                                               | Na vroeg-19de-eeuwse wijzigingen door Timpe en Lohman in 1976 en 1996 door Reil teruggebracht in 17de-eeuwse staat |      |
| 1643               | Leiden, Pieterskerk                        | Hoofdorgel        | Gebroeders Van Hagerbeer                                    | Bevat pijpwerk van voorgangerorgel (o.a. van Jacob van Bilsteyn rond 1445, Jan van Covelens rond 1530 en Hendrik Niehoff rond 1550). Voorgangerorgel bestond reeds in 1398. Volgens Jacob Cornelis Overvoorde was er zelfs al in 1353 een orgel, maar een bron hiervoor noemt hij niet.          |      |
| 1645               | Alkmaar, Grote of Sint-Laurenskerk         | Hoofdorgel van de | Jacobus Caltus van Hagerbeer                                | In 1725 opnieuw opgezet door Frans Caspar Schnitger. |      |
| 1650 (ca.)         | Cuijk, Sint-Martinuskerk                   | Hoofdorgel        | Andries Severijn                                            | Oorspronkelijk in de Benedictijnerabdij van Luik, sinds 1804 in Cuijk. Bij nieuwbouw van de kerk in 1913 herplaatst. |      |
| 1650 (ca.)         | Maastricht, Sint-Servaasbasiliek           | Hoofdorgel        | Peter Briesger(?)                                           | Oorspronkelijk in de Dominicanenkerk. In 1806 geplaatst in Sint-Servaasbasiliek. Eerste vermelding van orgel in Sint-Servaasbasiliek dateert uit 1305 (herstel bestaand orgel). |      |
| 1651               | Zeerijp, Jacobuskerk                       | Hoofdorgel        | Theodorus Faber                                             | Grotendeels reconstructie door de fa. Blank en fa. Bernhardt Edskes. Van Faber resteren nog de windladen van hoofdwerk en pedaal, de Bourdon 16', twee Vox Humana 8' pijpen en het pedaalklavier.                                                                                                |      |
| 1655               | Amsterdam, Nieuwe Kerk                     | Hoofdorgel        | Hans Wolff Schonat                                          | |      |
| 1676 / 1742        | Kampen, Bovenkerk                          | Hoofdorgel        | Jan Slegel / A.A. Hinsz                                     | In 1742 vernieuwd door Albertus Antoni Hinsz als zijn grootste orgel. Voorganger was mogelijk orgel van Jan van Covelens dat tussen 1520 en 1523 werd geplaatst. Oudste pijpwerk huidige orgel waarschijnlijk van Jan Morlet (1629; voorgangerorgel).                                            |      |
| 1692               | Groningen, Martinikerk                     | Hoofdorgel        | Arp Schnitger                                               | Eerste vermelding orgel in Groningen uit 1318: "enen man op de orghel te blazen" (waarschijnlijk portatief). Oudste voorgangerorgel gebouwd rond 1450. Tweede voorgangerorgel gebouwd rond 1481 (waarschijnlijk door Johan then Damme). Huidige orgel bevat pijpwerk van tweede voorgangerorgel. |      |
| 1696 / 1768 / 1809 | Noordbroek, Hervormde kerk                 | Hoofdorgel        | Arp Schnitger, verbouwd door Hinsz (1768) en Freytag (1809) | |      |

## 18de eeuw
| Bouwjaar         | Plaats                                 | Orgel                                    | Bouwer                                              | Bijzonderheden | Foto |
| ---------------- | -------------------------------------- | ---------------------------------------- | --------------------------------------------------- | --- | ---- |
| 1702             | Groningen, Der Aa-kerk                 | Hoofdorgel                               | Arp Schnitger                                       | Oorspronkelijk gebouwd voor de Groninger Academiekerk, sinds 1815 in de Der Aa-kerk, meerdere voorgangerorgels bekend vanaf 1475 |      |
| 1721             | Zwolle, Grote of Sint-Michaelskerk     | Hoofdorgel                               | Arp Schnitger                                       | |      |
| 1724 / 1738-1742 | Amsterdam, Oude Kerk                   | Hoofdorgel                               | Christian Vater / Christian Müller                  | Aanpassingen door Christian Gottlieb Friedrich Witte in 1869; grootschalig gerestaureerd tussen 2015 en 2019 door Reil |      |
| 1727             | Leeuwarden, Grote of Jacobijnerkerk    | Hoofdorgel                               | Christian Müller                                    | |      |
| 1732             | Maassluis                              | Garrelsorgel in de Groote Kerk           | Rudolph Garrels                                     | |      |
| 1733             | Leens, Petruskerk                      | Hoofdorgel                               | Albertus Antoni Hinsz                               | |      |
| 1734             | Amsterdam                              | Hoofdorgel van de Waalse Kerk            | Christian Müller                                    | Gebouwd met gebruik van de hoofdwerkkas, luiken en meerdere registers van de voorganger, een instrument van Nicolas Langlez uit 1680. |      |
| 1736             | Gouda                                  | Orgel van de Grote of Sint-Janskerk      | Jacob François Moreau                               | Voorgangerorgel in 1558 gebouwd door Hendrick Niehoff en in 1745 verkocht aan Sint-Joostkapel. Dit orgel werd in 1904 vervangen en de orgelkas bevindt zich sindsdien in de H.H. Cosmas en Damianuskerk van Abcoude. |      |
| 1738             | Haarlem                                | Hoofdorgel van de Grote of Sint-Bavokerk | Christian Müller                                    | |      |
| 1746 / 1748-50   | Leiden, Waalse kerk                    | Hoofdorgel                               | Gerard Steevens / Pieter van Assendelft (1714-1766) | Gerestaureerd door Flentrop in 1987 en 2013-2014 |      |
| 1748             | Sittard                                | Barokorgel in de RK-kerk van Vrangendael | Pieter van Assendelft                               | Oorspronkelijk gebruikt als schuilkerkorgel; in 1769 verplaatst naar klooster Soeterbeeck in Deursen. Via Gennep (1954) in 1970 in Sittard geplaatst. Het orgel is in 2010/2011 volledig gerestaureerd door Verschueren Orgelbouw. Wordt als uniek barokorgel (gestemd op 415,3 Hz) gebruikt voor eredienst en orgelconcerten. |      |
| 1756             | Nijkerk                                | Orgel van de Grote Kerk                  | Matthijs van Deventer                               | Voorgangerorgel uit 1540. |      |
| 1762             | Den Haag, Lutherse kerk                | Hoofdorgel                               | Johann Heinrich Hartmann Bätz                       | Voorgangerorgel uit 1648 vermoedelijk gebouwd door Schonat, het huidige orgel is in de vroege 19de eeuw nog enkele keren gewijzigd door telgen van de familie Bätz |      |
| 1763 / 2003      | Roermond, Caroluskapel                 | Hoofdorgel                               | Guillaume Robustelly                                | Oorspronkelijk gebouwd voor de hoofdkerk van Eupen, in 2005 naar Roermond verplaatst en in een bestaande orgelkas gebouwd, aangevuld met ander pijpwerk |      |
| 1763             | Vlaardingen, Grote Kerk                | Hoofdorgel                               | Pieter van Peteghem                                 | gebouwd voor de Bernardijner-abdij van Baudeloo te Gent. Dit orgel is in 1819 aangekocht. |      |
| 1765             | Katwijk aan den Rijn, Dorpskerk        | Hoofdorgel                               | Pieter van Assendelft                               | |      |
| 1767             | Waspik, Hervormde kerk                 | Hoofdorgel                               | Matthaeus de Crane                                  | |      |
| 1772             | Helmond, Sint Lambertuskerk            | Hoofdorgel                               | Guillaume Robustelly                                | Oorspronkelijk gebouwd voor de Abdij van Averbode, in 1822 overgeplaatst naar een voorganger van de huidige kerk en herplaatst in de nieuwbouw (1856-1861) |      |
| 1774 / 1807      | Leiden, Lokhorstkerk                   | Hoofdorgel                               | Johannes Mitterreither / Lambertus van Dam          | |      |
| 1776             | Nijmegen, Grote of Sint-Stevenskerk    | Hoofdorgel                               | Ludwig König                                        | Beschadigd bij bombardement in 1944, grotendeels gereconstrueerd in 1968-1970 en 1974 door De Koff en Flentrop |      |
| 1780             | Den Haag, Abdijkerk Loosduinen         | Hoofdorgel                               | Joachim Reichner                                    | Hoofdwerk met 10 stemmen, in 1791 door de bouwer uitgebreid met 9 stemmen; in 1856 gerenoveerd door C.G.F. Witte (Bätz & Co); in 1975 gerestaureerd en opnieuw opgebouwd door Flentrop Orgelbouw |      |
| 1781             | Bolsward, Martinikerk                  | Hoofdorgel                               | Albertus Antoni Hinsz                               | |      |
| 1783             | Zaltbommel, Grote of Sint-Maartenskerk | Hoofdorgel                               | Andries Wolfferts                                   | Na diverse restauraties in 1982 weer in oorspronkelijke staat hersteld door S.F. Blank |      |
| 1784             | Naarden, Grote of Sint-Vituskerk       | Kabinetorgel                             | Johannes Stephanus Strumphler                       | Oorspronkelijke locatie onbekend. In 1949 in de kerk geplaatst. |      |
| 1786             | Rijswijk, Oude Kerk (Rijswijk)         | Hoofdorgel                               | Joachim Reichner                                    | Betaald uit het legaat van Cornelia Schellinger, weduwe van raadspensionaris Pieter Steyn |      |
| 1790             | Leiden, Lutherse kerk                  | Hoofdorgel                               | Andries Wolfferts                                   | Gebruikmaking van ouder pijpwerk uit de periode 1672-1780. Kerk gesloten in 2018 en verkocht aan projectontwikkelaar, toekomst kerk en orgel onzeker. |      |
| 1790             | Maarssen, Kruiskerk                    | Hoofdorgel                               | Abraham Meere                                       | |      |
| 1795             | Arnhem, Eusebiuskerk                   | Hoofdorgel                               | Johannes Stephanus Strümphler                       | Stond oorspronkelijk in de Hersteld Evangelisch Lutherse kerk van Amsterdam. In 1951 in de Eusebiuskerk geplaatst nadat het eerdere Wagner-orgel van 1770 in 1944 verloren ging tijdens de Slag om Arnhem |      |

## 19de eeuw
| Bouwjaar    | Plaats                                                 | Orgel                                          | Bouwer                                | Bijzonderheden | Foto |
| ----------- | ------------------------------------------------------ | ---------------------------------------------- | ------------------------------------- | --- | ---- |
| 1816        | Rheden, Dorpskerk                                      | Orgel en koororgel                             | Abraham Meere                         | |      |
| 1831        | Utrecht, Domkerk                                       | Hoofdorgel                                     | Johan en Jonathan Bätz                | Oudste vermelding eerste voorgangerorgel uit 1342. Tweede voorgangerorgel gebouwd in 1541 door Peter Jansz. de Swart. |      |
| 1839        | Delft, Nieuwe Kerk                                     | Hoofdorgel                                     | Johan en Jonathan Bätz                | Voorgangerorgel gebouwd in 1455 door Adriaan Pieterszn; was toen reeds het derde orgel van de kerk, maar mogelijk waren er destijds meer orgels in de kerk, betaald door verschillende broederschappen of gilden. |      |
| 1839        | Deventer, Grote of Lebuïnuskerk                        | Hoofdorgel                                     | Johann Heinrich Holtgräve             | Bevat onderdelen van voorgangerorgel dat in 1541 voor het eerst wordt genoemd. Gerestaureerd tussen 2015 en 2019. |      |
| 1853        | Wilhelminaoord                                         | Orgel van Het Koloniekerkje                    | Van der Molen                         | gebouwd door van der Molen uit Steenwijk in 1853. In 2015 volledig gerestaureerd. |      |
| 1856 / 1906 | Haarlem                                                | Josephorgel in de St. Josephkerk               | Hendricus Lindsen / Gebr. Adema       | In 1906 door de Gebroeders Adema opnieuw opgezet met behoud van de kas en enig pijpwerk. Is in feite een Adema-orgel. |      |
| 1858        | Nistelrode                                             | M.H. van Dinter-orgel in de Sint-Lambertuskerk | Mathias Hermanus (Mathieu) van Dinter | Stond oorspronkelijk in de rooms-katholieke St. Michaëlkerk van Westerblokker. In 1977 naar de Lambertuskerk verplaatst. |      |
| 1875        | Haarlem                                                | Orgel van de Philharmonie Haarlem              | Aristide Cavaillé-Coll                | Stond tot 1922 in het Paleis voor Volksvlijt, Amsterdam. |      |
| 1877        | Leiden                                                 | Orgel van de Hartebrugkerk                     | Michaël Maarschalkerweerd             | |      |
| 1879        | Voorburg                                               | Marianneorgel                                  | Bätz/Witte                            | Het Marianneorgel van de N.H.-kerk te Voorburg werd in 1879 in gebruik genomen. Het Bätz/Witte-orgel was een geschenk van Prinses Marianne ter vervanging van het aan grondige restauratie toe zijnde orgel van Lambertus van Dam te Leeuwarden uit 1800. Dat orgel ging in 1878 naar orgelbouwer Haspel in Rotterdam. |      |
| 1882/1883   | Oudkerk/Aldtsjerk (Tytjerkstrdiel), Protestantse Kerk  | Hoofdorgel                                     | fa. Bakker & Timminga, Leeuwarden     | |      |
| 1883        | Den Haag, Waalse kerk                                  | Hoofdorgel                                     | Aristide Cavaillé-Coll                | |      |
| 1883        | Hoorn (Noord-Holland), H.H. Cyriacus en Franciscuskerk | Hoofdorgel                                     | M. Maarschalkerweerd                  | Een van de eerste orgels met open front in Nederland, door de gerende gevel is de rechterzijde van het orgel dieper dan de linkerzijde. Het front is ontworpen door A.C. Bleys. Een deel van het pijpwerk stamt uit het orgel van de voorganger.                                                                       |      |
| 1891        | Amsterdam, Koninklijk Concertgebouw                    | Concertorgel                                   | Michaël Maarschalkerweerd             | Met 59 registers, 3 manualen en vrij pedaal. |      |
| 1892-1893   | Delft, Maria van Jessekerk                             | Hoofdorgel                                     | Michaël Maarschalkerweerd             | Gerestaureerd door Elbertse in 2009 |      |

## 20ste eeuw
| Bouwjaar | Plaats                                | Orgel      | Bouwer                            | Bijzonderheden | Foto |
| -------- | ------------------------------------- | ---------- | --------------------------------- | --- | ---- |
| 1916     | Martinikerk, Doesburg                 | Hoofdorgel | E.F. Walcker & Cie                | Oorspronkelijk gebouwd voor de Nieuwe Zuiderkerk te Rotterdam. Met 75 registers, 4 manualen en 5415 pijpen het grootste elektropneumatische orgel in Nederland.                                                                                     |      |
| 1926     | Nieuwe Badkapel, Scheveningen         | Hoofdorgel | P. van Dam & zn.                  | Laatste orgel van de orgelbouwersfamilie Van Dam; geheel gerestaureerd door Slooff in 2021. |      |
| 1956     | Nicolaïkerk, Utrecht                  | Hoofdorgel | Marcussen & Søn                   | Eerste orgel in de kerk was een portatief, dat waarschijnlijk al in 1120 wordt genoemd en daarmee mogelijk het oudste kerkorgel van Nederland was. Ook Nederlands oudste nog bestaande orgel, het Gerritszorgel, komt oorspronkelijk uit deze kerk. |      |
| 1969     | Grote of Onze-Lieve-Vrouwekerk, Breda | Hoofdorgel | Flentrop                          | Opgebouwd uit voorgangerorgels. Eerste vermelding van orgel in de kerk in 1410. Huidige orgel gaat terug op orgel uit 1534, dat waarschijnlijk door Hendrik Niehoff werd gebouwd.                                                                   |      |
| 1969     | Kapelkerk Drachten                    | Hoofdorgel | Pels & van Leeuwen                | In 1969 werd het orgel nieuw gebouwd voor de Kapelkerk te Drachten |      |
| 1973     | Grote of Sint-Laurenskerk, Rotterdam  | Hoofdorgel | Marcussen & Søn                   | Grootste orgel van Nederland met 85 stemmen. |      |
| 1978     | Oase Kerk Drachten                    | Hoofdorgel | J.S. Strumpler & Pels van Leeuwen | Het orgel is in 1998 in de nieuwgebouwde Oase geplaatst en is afkomstig uit de voormalige Gereformeerde Noorderkerk in Drachten. |      |
| 1983     | Nieuwe Kerk, Katwijk aan Zee          | Hoofdorgel | Jan van den Heuvel                | |      |